# Мочищенское шоссе
Мочищенское шоссе — шоссе в Заельцовском районе Новосибирска. Начинается от 1-го Мочищенского шоссе, являясь его продолжением. Мочищенское шоссе и 1-е Мочищенского шоссе условно разграничены примыкающей к дороге с западной стороны улицей Бестужева. Заканчивается в месте соединения Красного проспекта и улицы Аэропорт.

## Достопримечательности
- Стадион «Авиатор»[1]
- Сквер имени Чаплыгина
- Заельцовское кладбище
- Музей ретротехники[2]

## Организации
- Отдел полиции №3 Заельцовский
- Неврология, кабинет частной медицинской практики
- Лес Парк Сад, магазин
- Мимино, кафе
- Солнце, кафе

## Транспорт
Общественный Транспорт представлен маршрутными такси № 353 (Метро Заельцовская—Олимпийка), № 72 (1202) (Лесное—Биатлонный комплекс) и автобусом № 105 (Метро Заельцовская—пос. Красный Яр). Имеются три остановки: «Бестужева», «Жуковского» и «Сибирский Кадетский Корпус».